# Proponent (niederländische Kirchen)
Ein Proponent ist in der Protestantischen Kirche der Niederlande (PKN) und bei den  Remonstranten ein studierter Theologe mit Predigtbefugnis, der durch eine Gemeinde berufen werden kann. Der Proponent unterscheidet sich vom  Kandidaten, einem Studenten, der bereits predigen darf, aber noch nicht berufbar ist. Mit der neuen Kirchenordnung der PKN ist der Begriff Proponent zurückgekehrt, nachdem er lange Zeit ungebräuchlich geworden war.
Ursprünglich war ein Proponent ein studierter Theologe in der reformierten Kirche der Niederlande, der die Voraussetzungen für das Pfarramt erfüllte. Ein Student wurde durch das erfolgreiche Ablegen des Examens vor der regionalen Kirchenbehörde zum Proponenten. Im 17. und 18. Jahrhundert musste er, um Zugang hierzu zu erhalten, Zeugnisse und Befähigungsnachweise seiner Professoren vorlegen. Im 19. Jahrhundert hatte er das Kandidatenexamen abzulegen. Langsam setzte sich dann die Bezeichnung Kandidat statt Proponent durch; die Remonstranten haben in ihrer Konkordie stets am Begriff Proponent festgehalten.
Es war auch möglich, sich aufgrund besonderer Fähigkeiten für das Examen anzumelden. Insbesondere zu Beginn des 17. Jahrhunderts kamen diese Prädikanten häufig vor, weil es an akademisch ausgebildeten Theologen mangelte. Später kamen sie immer seltener vor.
Ein Proponent konnte durch eine kirchliche Gemeinde zum Prediger ernannt werden. Bei der PKN und ihren Vorgängerkirchen muss er erneut ein Examen ablegen, diesmal vor der Gemeinde, die ihn berufen soll. 